# Кости-Пааво Ееролайнен
Кости-Пааво Ееролайнен (фін. Kosti-Paavo Eerolainen 31 травня 1902, Артьярві — 22 листопада 1994, Куусамо, Фінляндія) — фінський правий активіст, журналіст, військовий і поліцейський. Учасник громадянської війни у Фінляндії, війни за незалежність Естонії, двох совєцько-фінських воєн. Антикомуніст, видатний діяч Руху Лапуа, учасник Мянтсяльського повстання. Член «Патріотичного народного руху». Після війни — комерційний працівник.

## У добровольчому русі «білих»
Здобув середню освіту. З підліткового віку відрізнявся націонал-патріотичними поглядами. Восени 1917 вступив до молодіжної організації, що ставила за мету незалежність Фінляндії.
На початку громадянської війни Кости-Пааво Ееролайнен приєднався до білих антикомуністів. Після загибелі в перестрілці з червоногвардійцями свого двоюрідного брата дав публічну клятву помсти. У 15-річному віці брав участь у боях, був поранений. Наприкінці війни йому надано військове звання капрала.
Після війни Ееролайнен спробував продовжити освіту, але це виявилося важко через поствоєнний синдром. Вступив до молодіжного добровільного формування «Pohjan Pojat» і вирушив до Естонії для участі у визвольній війні за її незалежність. У січні-квітні 1919 знову неодноразово брав участь в боях.

## Співробітник поліції
Восени 1919 повернувся на батьківщину, але знову не зміг закінчити освіту. Займався натуральним сільським господарством. Одружився, але шлюб виявився нетривким. Згодом Ееролайнен перебрався до Гельсінкі.
У 1927 Кости-Пааво Ееролайнен пішов на службу в поліцію. Отримав направлення до Вааса. Підрозділом Ееролайнена мав контролювати і виявляти комуністичне підпілля. Ееролайнен швидко набув популярності в комуністичному середовищі як небезпечний противник.
У 1929 залишив поліцейську службу.

## Антикомуністичний бойовик
Антикомуністичні погляди Кости-Пааво Ееролайнена привели його до Руху Лапуа Вігторі Косоли. Ееролайнену найбільше імпонували методи прямої дії. Під його керівництвом праві лапуаські бойовики здійснили ряд акцій зі знешкодження комуністів і соціал-демократів. Групою Ееролайнена і Арттурі Вуоримаа були, зокрема, арештовані й утримувані депутати Едускунти, що співпрацювали з комуністами: Ассер Сало, Ейно Пеккала, Яльмара Ретке.
Ці дії призвели до того, що восени 1930 Ееролайнен був заарештований поліцією. Однак незабаром його звільнили. Редагував лапуаський журнал «Aktivisti». Висловлювався на підтримку італійського режиму Беніто Муссоліні, виступав за встановлення подібного у Фінляндії. Був організатором молодіжних штурмових формувань. Під час президентських виборів 1931, коли Лапуаський рух підтримував Пера Евінда Свінгувуда, Ееролайнен фактично закликав до вбивства Каарло Стольберґа. Він помістив у журналі Aktivisti статтю «Постріли» про акт Ейґена Шаумана, що містила прозорий натяк.
У лютому-березні 1932 Ееролайнен брав участь в Мянтсяльскому повстанні Лапуаського руху. Виступав як напарник оперативного керівника повстанців Арттурі Вуоримаа. Після поразки змушений був переховуватися від поліції і втік до Естонії. Через пів року був заарештований естонською поліцією і висланий до Фінляндії.

## Арешт. Життя після звільнення
Ееролайнен постав перед судом, був засуджений і провів у в'язниці близько трьох років. Звільнившись, вступив до партії «Патріотичний народний рух» («IKL»), створеної на основі розпущеного Руху Лапуа. Жив у Виборзі, працював охоронцем і двірником у ресторані «Musta Karhu» (Чорний ведмідь) — ця ресторанна мережа активно співпрацювала з «IKL».
Серйозного політичного впливу в правому русі Ееролайнен вже не мав. Різко критикував «IKL» за надмірне захоплення парламентською респектабельністю і нерозуміння важливості активних форм боротьби.

## Служба в армії і в таборі
Під час Зимової війни Кости-Пааво Ееролайнен служив у автотранспортних частинах фінської армії. Продовжував службу в період радянсько-фінської війни 1940-х, отримав лейтенантське звання.
У 1942 на зайнятій фінськими військами території Карелії в Ковері був заснований концентраційний табір для комуністів і неблагонадійних.
З 1943 Ееролайнен був притягнутий до служби в табірній комендатурі.

Я ще не встиг належним чином навчити вас, що таке війна. Ви ще недостатньо цінуєте батьківщину, недостатньо поважаєте начальство. Вам поки занадто легко все сходило. Але у вас ще є шанс пізнати все на власній спині. Вам буде надана можливість відчути, що таке дисципліна і порядок.

Кости-Пааво Ееролайнен
Деякі з ув'язнених комуністів були відомі Ееролайнену з часів поліцейської служби.
При наступі совєцьких військ в червні 1944 табір був евакуйований, споруди спалені. Ееролайнен брав участь в конвоюванні на територію Фінляндії більш як сотні ув'язнених.

## Повоєнне життя. Суперечливі оцінки
У грудні 1944, після виходу Фінляндії з війни, Кости-Пааво Ееролайнен звільнився з армійської служби. У 1945 відбував короткий тюремний термін. Звільнившись, перебрався до Швеції, побоюючись повторного арешту. Прожив на еміграції 8 років, працював лісорубом. Повернувся до Фінляндії влітку 1953.
Працював комерційним представником. Узяв новий шлюб. Опублікував у журналі «Uusi Maailma» мемуари, де відверто розповідав про своє минуле. Не висловлював жодного жалю, різко критикував політику зближення з Радянським Союзом. Зміцнився в своїх позиціях в останні роки життя — 1991–1994, після розпаду СРСР.
Помер Кости-Пааво Ееролайнен у віці 91 року.
Ставлення до Кости-Пааво Ееролайнена в сучасній Фінляндії неоднозначне. Частина суспільства вважає його екстремістом і військовим злочинцем. Іншу позицію висловив історик і правий політик Юссі Нійністьо, включивши нарис про Ееролайнена в збірник біографій «Suomalaisia vapaustaistelijoita» — Фінські борці за свободу.